# Carrick Rangers
Carrick Rangers Football Club ist ein nordirischer Fußballverein aus Carrickfergus.

## Geschichte
Im Jahre 1939 diskutierten eine Gruppe junger Männer über die Bildung eines neuen Fußballclubs für die Stadt Carrickfergus. Nach der Zustimmung, dass genug Interesse für den Verein bestand, wurde über den Namen debattiert. Im Hintergrund des Raumes, wo sie sich trafen, hing ein Bild von Glasgow Rangers. Dem Vorschlag, dass der Verein Carrick Rangers heißen sollte, stimmten die Gründungsmitglieder sofort zu.
Der Einstieg in die Minor League war genehmigt. 1942 holte man gleich zwei Titel und nach dem Zweiten Weltkrieg war auch der Schritt in die Amateur-Liga vollbracht.
In der 2. Liga angekommen, wurde 1962 der erste Titel der Liga geholt. 1976 gewann man den irischen Pokal. Im Finale wurde der Linfield FC sensationell mit 2:1 bezwungen. Das sicherte der Mannschaft die bisher einzige Teilnahme am Europapokal. 1984 verlor man das Pokalfinale mit 1:4 gegen Ballymena United und 1995 mit 1:3 gegen Linfield FC.
1983 gelang der Aufstieg in die 1. Liga. Dort war der Klub bis 1995. Basiert auf den Ergebnissen der beiden letzten Spielzeiten (1993 und 1994) wurde die Liga in zwei Gruppen eingeteilt. Die erste 1. Liga wurde von 16 auf acht Mannschaften reduziert. Die anderen acht Vereine mussten den Gang in die 2. Liga antreten, darunter auch Carrick Rangers FC.
2011 gelang noch einmal der Aufstieg. Als Tabellenletzter stieg man aber sofort wieder ab. In der Saison 2014/15 schafften sie als erster den Aufstieg in die NIFL Premiership. Zur Saison 2017/18 mussten sie als elfter zuerst in die Relegation, die sie aber mit 6:3 in zwei Spielen verloren und somit in die 2.liga absteigen mussten. Doch schon ein Jahr später schafften sie den Aufstieg über die Relegation. Wo sie bis jetzt noch sind. 

## Erfolge
- irischer Pokal
  - Sieger: 1975/76
  - Finalist: 1983/84 1994/95

## Europapokalbilanz
| Saison  | Wettbewerb                  | Runde    | Gegner         | Gesamt | Hin     | Rück    |
| ------- | --------------------------- | -------- | -------------- | ------ | ------- | ------- |
| 1976/77 | Europapokal der Pokalsieger | 1. Runde | Aris Bonneweg  | 4:3    | 3:1 (H) | 1:2 (A) |
| 1976/77 | Europapokal der Pokalsieger | 2. Runde | FC Southampton | 3:9    | 2:5 (H) | 1:4 (A) |

Gesamtbilanz: 4 Spiele, 1 Sieg, 3 Niederlagen, 7:12 Tore (Tordifferenz −5)